# Wojciech Golla
Wojciech Golla (* 12. ledna 1992, Złotów, Polsko) je polský fotbalový obránce a reprezentant, hráč klubu Śląsk Wrocław.

## Klubová kariéra
- Sparta Złotów (mládež)
- Lech Poznań (mládež)
- Lech Poznań 2010–2011
- Pogoń Szczecin 2011–2015
- NEC Nijmegen 2015–2018
- Śląsk Wrocław 2018–

## Reprezentační kariéra
Wojciech Golla nastupoval za polské mládežnické reprezentační výběry U16, U17, U18, U19, U20 a U21.
V polském národním A-mužstvu debutoval 20. 1. 2014 v přátelském utkání v Abú Zabí (Spojené arabské emiráty) proti týmu Moldavska (výhra 1:0).